# Bara brith

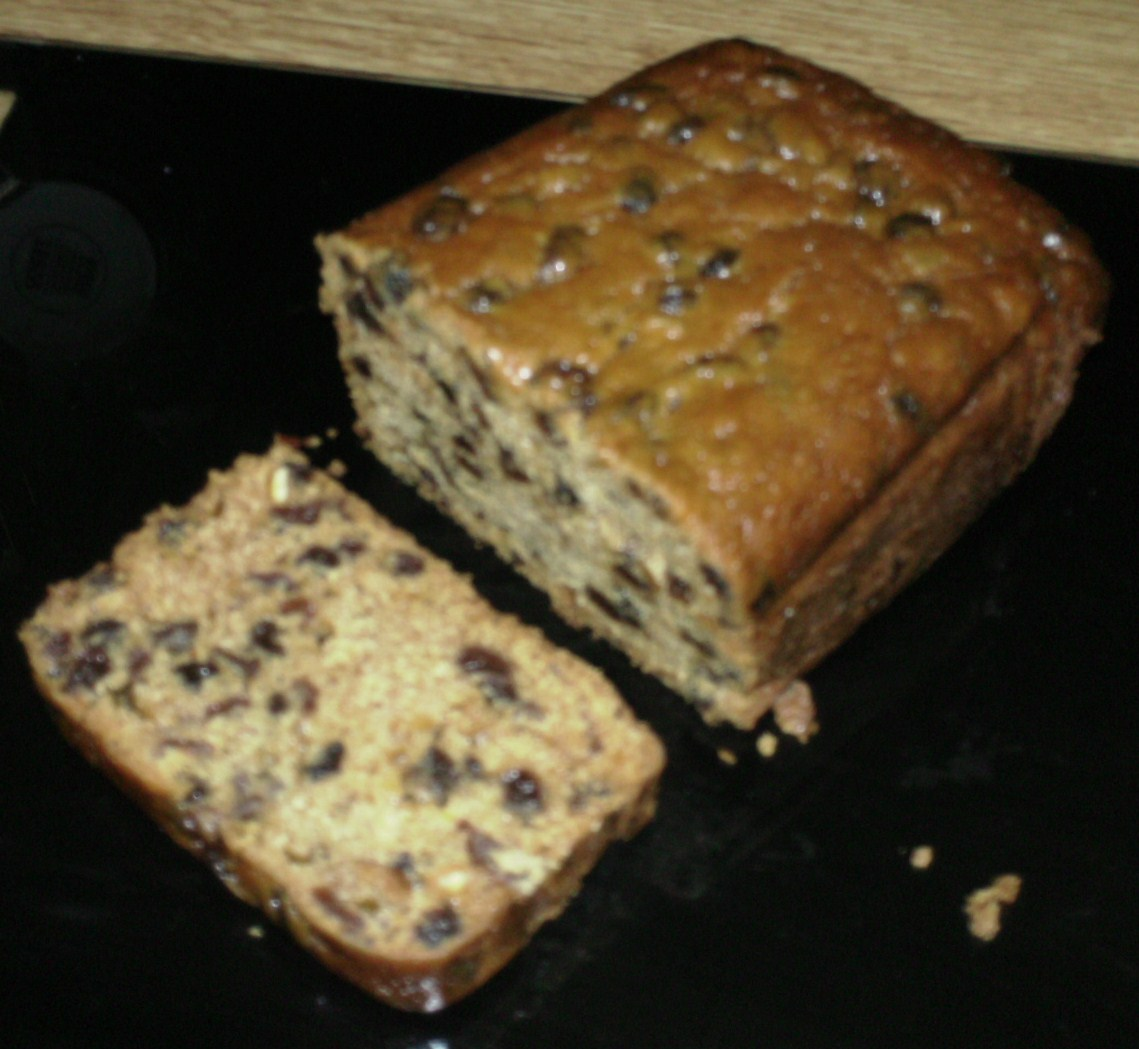
Una rebanada de Bara brith.

Bara brith, en ocasiones conocido también con el nombre inglés "speckled bread", (traducción literal de las palabras del galés: bara: pan, brith: manchado, o moteado), es un típico pan dulce oriundo de Gales. Tradicionalmente se prepara con pasas (en especial la llamada Zante currant), cáscara de naranja (e incluso de manzana), poseyendo una masa esponjosa bastante húmeda.

## En la colonia galesa del Chubut

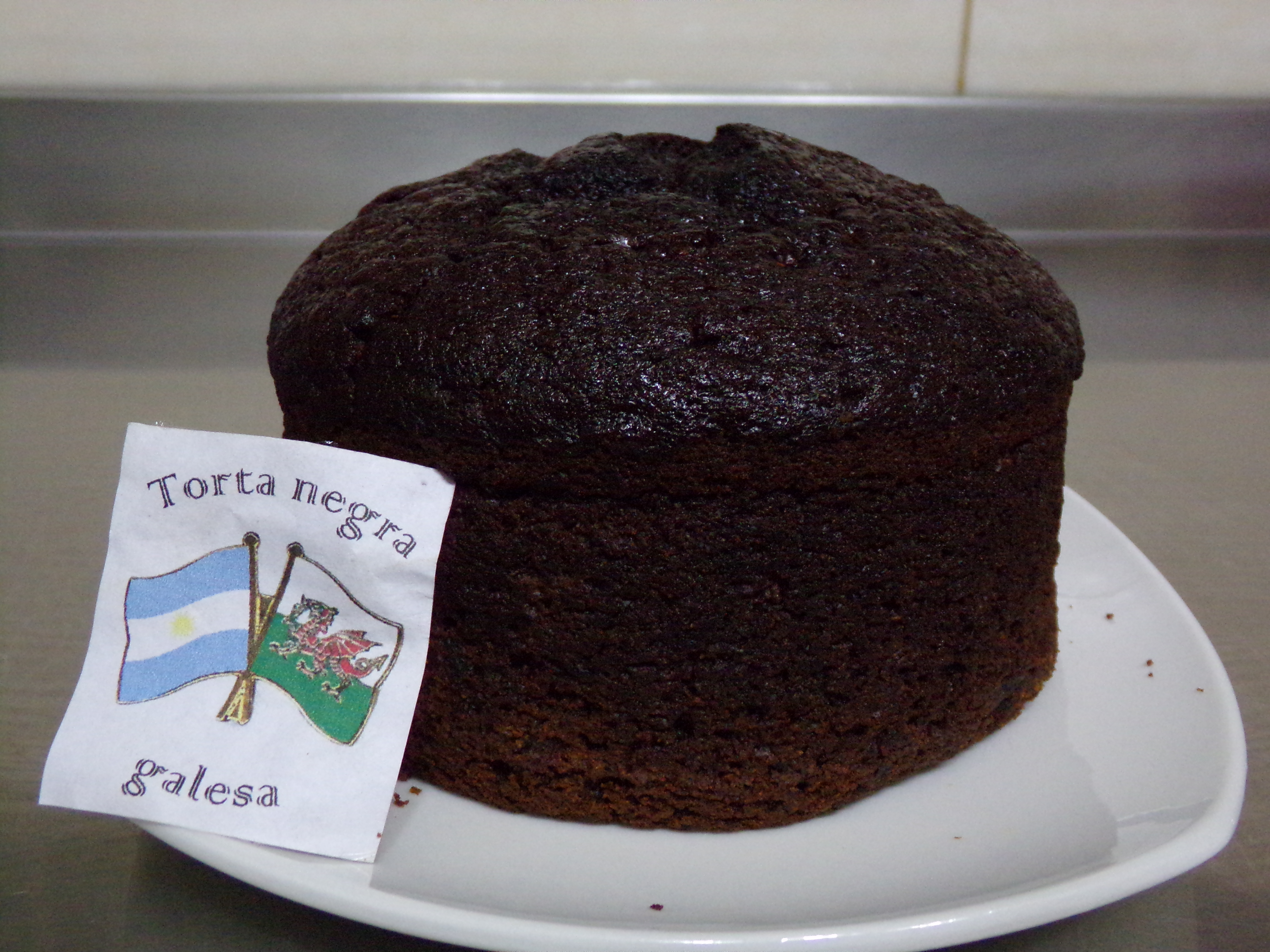
Torta negra galesa de Chubut, Argentina.

Desde 1865, es un plato tradicional de la provincia de Chubut (Argentina) merced a la inmigración galesa llamándosele aquí torta negra galesa o, sencillamente, torta negra (en galés: Cacen ddu).
Su historia comienza ese año, cuando llegó a las costas del Golfo Nuevo, actual ciudad de Puerto Madryn, en Argentina, un velero llamado “Mimosa”. En él, viajaban inmigrantes provenientes de Gales, cuyo propósito era mantener vivas sus tradiciones, idioma y religión. Con posterioridad, se movilizaron por tierra, hacia las costas del río Chubut, donde fundaron varias ciudades. Las condiciones extremadamente inhóspitas de la Estepa Patagónica les hicieron sufrir hambre y frío, pero la convivencia pacífica con los indígenas tehuelches, les ayudó a sobrevivir.
Ante la necesidad de hacer rendir los pocos alimentos con los que contaban, y hacerlos durar en el tiempo, las mujeres mezclaron los ingredientes que tenían a mano, reinventado una torta tradicional de su región. Así nació la “torta negra galesa”.
Esta torta constituyó un símbolo de sostén alimenticio y supervivencia en aquellas duras épocas, como consecuencia de su alto valor calórico y su larga perdurabilidad.
Una de las costumbres más llamativas de esta zona, ligada a esta preparación, es la que seguían las parejas de novios. La torta de bodas, era coronada por una torta negra galesa; el día de la fiesta se reservaba ese primer piso, se lo envolvía cuidadosamente y se lo guardaba en una lata. La pareja debía comer un trozo todos los meses, durante el primer año, como un símbolo de la superación de las dificultades que fueran apareciendo.

## Receta
- Wikilibros en español alberga la receta del  Bara brith.